# Tom et Jerry, le film
Pour les articles homonymes, voir Tom et Jerry (homonymie).
Pour plus de détails, voir Fiche technique et Distribution.
Tom et Jerry, le film (Tom and Jerry The Movie) est un film d'animation américain réalisé par Phil Roman et sorti en 1992.    
Il met en scène les personnages Tom le chat et Jerry la souris.

## Synopsis

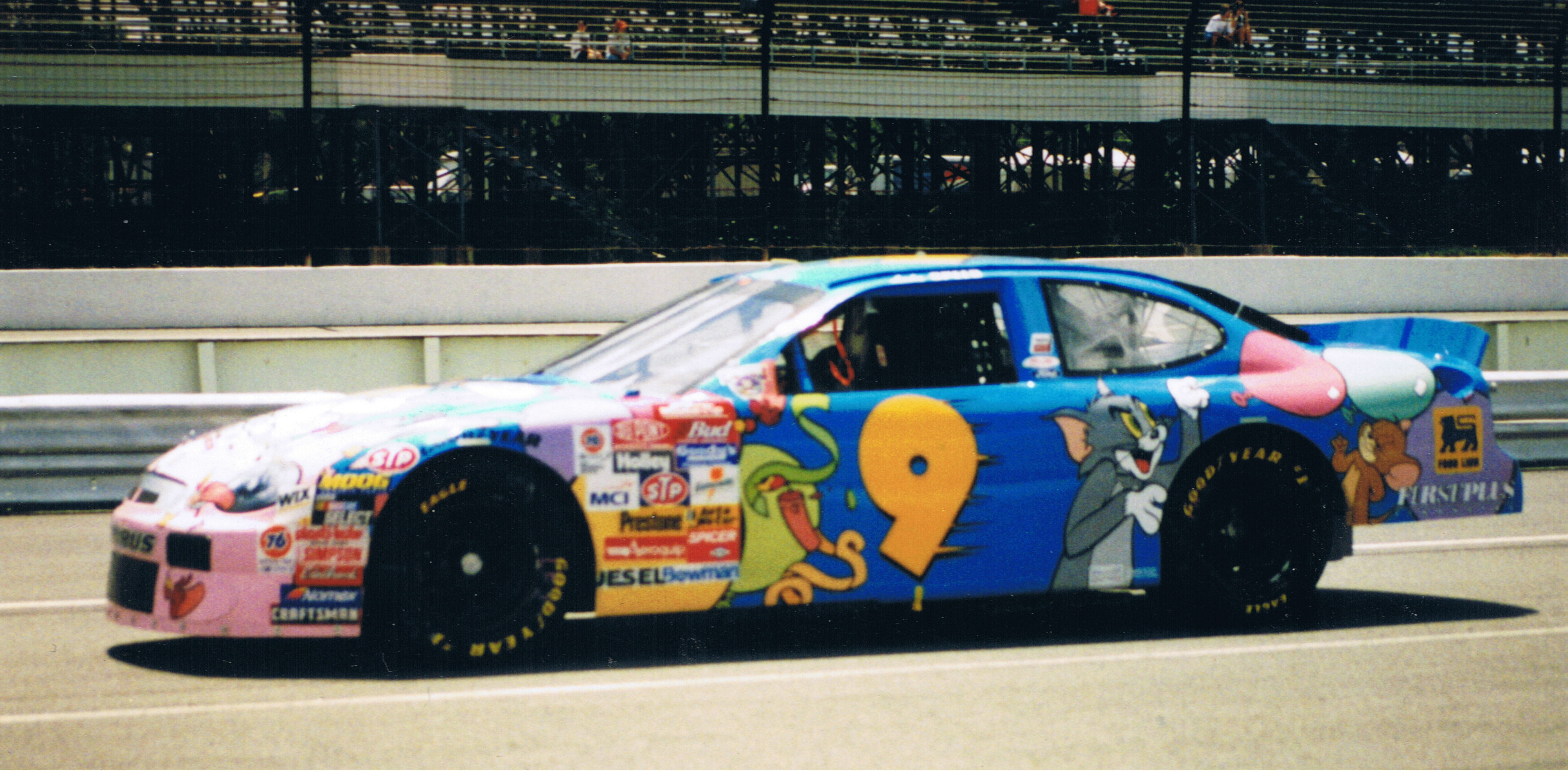
Illustration publicitaire avec le duo Tom et Jerry sur la voiture no 9 de compétition de stock-cars de la NASCAR.

Tom le chat et Jerry la souris ont l'habitude de se chasser l'un l'autre. Mais ils se retrouvent tous les deux à la rue à la suite d'un déménagement malheureux. Abandonnant leur rivalité et découvrant qu'ils peuvent parler, ils font connaissance de deux chiens affables, d'un gang de chats, puis de Robyn Starling, une jeune fille dont le père est déclaré mort dans un accident. Sa tante, Pauline Figg, qui a la fille sous sa tutelle, cherche à capter son héritage avec l'aide de l'avocat M. Lèchebotte (« Lickboot » en V.O.). Elle est secondée par Ferdinand, son teckel obèse, et un docteur sadique avec les animaux, qui a fait capturer les deux chiens.  
Tom et Jerry découvrent que le père de Robyn est vivant et ils partent avec elle à sa recherche. Mais Figg a lancé un avis de recherche de Robyn avec une forte récompense. Le trio est poursuivi mais réussissent à échapper in extremis grâce à Tom, alors que le père, de retour, essayait de les aider. Maintenant dans la luxueuse villa des Starling, Tom et Jerry entament leur nouvelle vie. Ils se poursuivent une dernière fois avant de sceller leur amitié.

## Fiche technique
- Titre français : Tom et Jerry, le film
- Titre original : Tom and Jerry : The Movie
- Réalisation  : Phil Roman
- Scénario : Dennis Marks
- Montage : Timothy J. Borquez et Tim Mertens
- Musique : Henry Mancini
- Chansons : Leslie Bricusse (paroles), Henry Mancini (musique)
- Production : Phil Roman, Bill Schultz
- Sociétés de production : Film Roman Productions, Turner Entertainment, Turner Pictures, WMG Film
- Pays : États-Unis
- Langue : Anglais
- Format : Couleurs - Son Dolby Surround
- Genre : Animation, comédie, aventure
- Durée : 76 minutes
- Dates de sortie[1] : 
  - France : 2 décembre 1992
  - États-Unis : 30 juillet 1993

## Distribution[2]

### Version originale
- Richard Kind : Tom
- Dana Hill : Jerry
- Anndi McAfee : Robyn Starling
- Charlotte Rae : Tante Pauline Figg
- Tony Jay : M. Lèchebotte, l'avocat de Pauline Figg
- Ed Gilbert : Socrate, le chien errant / Le père de Robyn
- David Lander : Frankie, la puce
- Henry Gibson : Docteur Joudepomme
- Michael Bell : Ferdinand, le chien de Pauline Figg
- Rip Taylor : Capitaine Kiddie
- Howard Morris : Couack, le perroquet marionnette et premier matelot du capitaine Kiddie
- B. J. Ward : La maîtresse de Tom
- Tino Ansana : Le policier
- Raymond McLeod : Un chat de gouttière / Le chien bouledogue
- Mitchel Moore : Un chat de gouttière
- Scott Wojahn : Un chat de gouttière
- Don Messick : Droopy

### Version française
- Gérard Loussine : Tom
- Jackie Berger : Jerry
- Claire Guyot : Robyn Starling
- Micheline Dax : Tante Pauline Figg
- Raymond Gérôme : M. Lèchebotte, l'avocat de Pauline Figg
- Luc Florian : Socrate, le chien errant
- Michel Mella : Frankie, la puce
- Gérard Rinaldi : Docteur Joudepomme
- Henri Courseaux : Ferdinand, le chien de Pauline Figg
- Jacques Balutin : Capitaine Kiddie
- Jean-Claude Corbel : Couack, le perroquet marionnette et premier matelot du capitaine Kiddie
- Patrick Floersheim : Le père de Robyn
- Anne Deleuze : La maîtresse de Tom
- Bertrand Farge : Le policier
- Gérard Meisonnier : Un chat de gouttière
- Vincent Grass : Un chat de gouttière
- Jean Stout : Un chat de gouttière
- Olivier Constantin : Un chat de gouttière
- Michel Chevalier : Un chat de gouttière
- Claude Lombard : Un chat de gouttière
- Jean Lescot : Droopy

Version française réalisée par Alphabet Productions ; Direction artistique : Jean-Pierre Dorat ; Adaptation des dialogues : Christian Dura ; Direction musicale : Claude Lombard

## Chansons du film
1. Thème de Tom et Jerry : Orchestre National Philharmonique de Londres
2. Amis pour la vie : Socrate, Frankie, Tom et Jerry
3. Nous on s'en fout ou Le reste on s'en fout : Les chats de gouttière et Tom
4. J'adore le fric ou Le fric : Tante Pauline Figg et M. Lèchebotte
5. Les animaux sont mes amis : Docteur Joudepomme
6. Tu me manques : Robyn Starling
7. J'ai tout fait : Capitaine Kiddie et Couack
8. Tu me manques (reprise, générique de fin) : Claire Guyot
9. Amis pour la vie (reprise, générique de fin) : Chœur

## Premières
- Ce film est une première pour Tom et Jerry car depuis leur création, les deux personnages ne parlaient presque jamais.
- Droopy, le célèbre chien blanc, est apparu dans la cave de la fourrière secrète du docteur Joudepomme et il dit « Bonjour à vous, gens heureux ! »